# St. Louis Premium Cassis
St. Louis Premium Cassis is een voormalig Belgisch biermerk, gebrouwen door Brouwerij Van Honsebrouck te Ingelmunster.

## Het bier
St. Louis Premium Cassis is een fruitbier met een alcoholpercentage van 3,2%. Aan traditionele geuze-lambiek wordt zwarte-bessensap toegevoegd.

## Vroegere bier en naamswijzigingen
Voor het verschijnen van St. Louis Premium Cassis produceerde brouwerij Van Honsebrouck St. Louis Cassis (ook St. Louis Cassis Kir Royal). Dit was een fruitbier met een alcoholpercentage van 4,5%. Bij het lanceren van de premium-bieren werd het alcoholpercentage verlaagd (zoals ook bij de andere bieren).